# Бугровский, Михаил Фёдорович
Михаи́л Фёдорович Бугро́вский (1853, Москва — 24 сентября 1925, Москва) — русский архитектор, автор построек в Москве и Подмосковье.

## Биография
Родился в 1853 году в Москве в многодетной семье купца 2-й гильдии. В 1873 году поступил в Московское училище живописи, ваяния и зодчества, в 1878 году окончил курс наук училища, в 1880 году получил Малую серебряную медаль и звание неклассного художника-архитектора. Одновременно с Бугровским в МУЖВЗ учились Ф. О. Шехтель, В. А. Мазырин, Р. И. Клейн, И. Г. Кондратенко, А. Э. Эрихсон, М. Г. Пиотрович и другие ставшие впоследствии известными архитекторы.
После окончания училища занялся частной архитектурной практикой, в основном строил для заказчиков из купеческой среды, что предопределялось происхождением архитектора и связями его родителей и братьев. Многие заказы М. Ф. Бугровский выполнял для купца 1-й гильдии Н. Д. Стахеева. В 1895 году стал членом Московского архитектурного общества. В начале XX века стал личным почётным гражданином. После революции архитектурной практики не имел. Скончался в Москве 24 сентября 1925 года.

## Постройки
- Жилой дом И. К. и Н. К. Вишняковых и служебные постройки (1878, 1882, 1900, Москва, Николоямская улица, 49)[2] памятник архитектуры (федеральный);
- Четыре дома, склад, западный флигель и ограда с пилонами ворот городской усадьбы Е. Е. Емельянова (1880, 1883, 1887, Москва, улица Покровка, 28/6 — Лялин переулок, 6/28, стр. 1, 3) памятник архитектуры (федеральный)[7][8];
- Дома во владении Осиповой (1887—1889, 1902, Москва, Верхняя Сыромятническая улица, 6), не сохранились[5];
- Жилой дом Н. Е. Фомичёвой (1888—1889, Москва, Подсосенский переулок, 17)[4][9];
- Доходный дом Н. Д. Стахеева (1895, Москва, Мясницкая улица, 44, стр. 1), ценный градоформирующий объект[7];
- Доходные дома Н. Д. Стахеева (1897—1899, Москва, Мясницкая улица, 6/3 — Лубянский проезд, 3/6, стр. 1, 4, 5), ценный градоформирующий объект[4][7];
- Городская купеческая усадьба Иконниковых — Н. П. Аваева, совместно с И. И. Поздеевым (конец XIX в., Москва, Садовническая улица, 41),  памятник архитектуры (региональный)[7];
- Перестройка главного дома, строительство новых корпусов городской усадьбы Н. Ф. фон Мекк — Н. Д. Стахеева (1895, Москва, Малый Харитоньевский переулок, 1)  памятник архитектуры (федеральный)[5];
- Жилой дом и погреба во владении Осиповой (1896, 1898, Москва, Старая Басманная улица, 6)[8];
- Городская усадьба Н. Д. Стахеева (1898—1912, Москва, Новая Басманная улица, 14)[4][7][10];
- Дом, ограда, грот и фонтан дачи Н. Д. Стахеева в Сокольниках (1890-е, Москва, Оленья улица, 6), выявленный объект культурного наследия[7][11];
- Перестройка главного дома, постройка новых строений в усадьбе П. М. Чернова — А. А. Назарова (1900—1902, Москва, Поварская улица, 11), выявленный объект культурного наследия[7][12];
- «Большая Сибирская гостиница» Н. Д. Стахеева со служебными постройками во дворе и зданием электростанции (1900, 1903—1905, 1910, Москва, Большой Златоустинский переулок — Лучников переулок, 6, стр. 1),  памятник архитектуры (региональный)[7][13];
- Перестройка главного дома и флигеля, постройка двух новых строений в городской усадьбе Н. Д. Стахеева (1901, Москва, Малый Харитоньевский переулок, 6, стр. 1, 2), выявленный объект культурного наследия[4][7][14];
- Особняк (1902, Москва, Новая Басманная улица, 12)[4];
- Жилой дом (1902, Москва, Лубянский проезд, 11)[4];
- Доходный дом И. С. Касаткина с хозяйственными постройками (1902—1904, Москва, Подсосенский переулок, 6), выявленный объект культурного наследия[4][7][15];
- Пристройка объёма подъезда к особняку Якунчиковой (1907, Москва, Пречистенский переулок, 10)[4][16];
- Перестройка особняка А. Т. Карповой (1908—1909,Москва, Большая Ордынка, 41)[12];
- Перестройка и надстройка дома К. Н. Вишнякова (1910, Москва, Золоторожская улица, 17)[3];
- Перестройка во владении М. А. Павлова (1911, Москва, Земляной Вал), не сохранился[12];
- Церковь Троицы Живоначальной в Наташине (1912—1913, Люберцы, улица Урицкого, 1)[4][17].

- Флигель и ограда с пилонами ворот городской усадьбы Е. Е. Емельянова
- Городская усадьба Н. Д. Стахеева
- Большая Сибирская гостиница